# ملكية نادي باريس سان جيرمان وتمويله

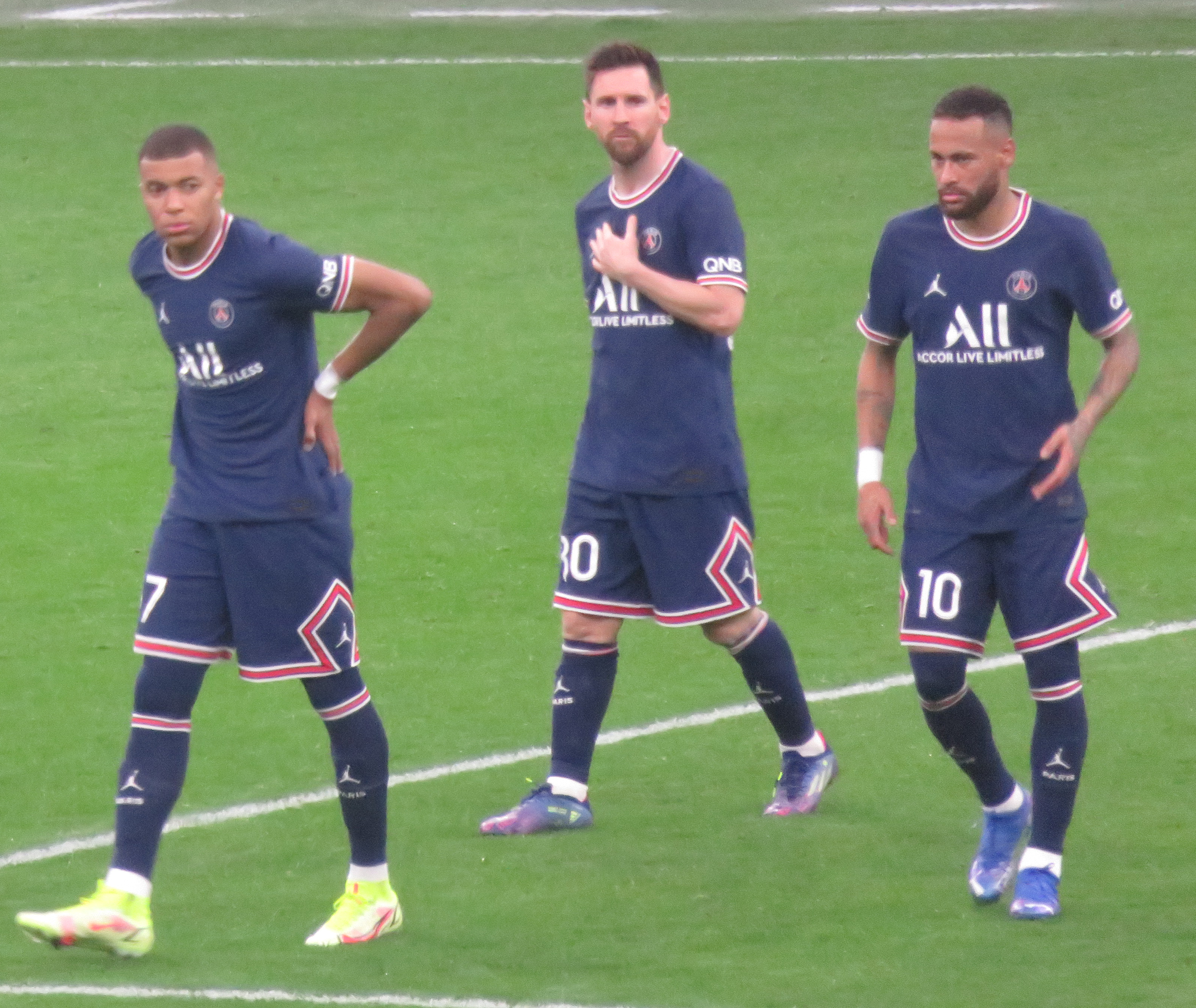
نجوم باريس سان جيرمان نيمار، كيليان مبابي وليونيل ميسي في عام 2021.

كان نادي باريس سان جيرمان لكرة القدم في البداية مملوكاً من المشجعين وضم 20,000 عضو. كان يُدار النادي بواسطة أعضاء مجلس الإدارة غي كريسنت، بيير-إتيان غايو وهنري باتريل. في عام 1973، قامت مجموعة من رجال الأعمال الفرنسيين الأثرياء بقيادة دانيال هيشتر وفرانسيس بوريللي بشراء النادي. تغيرت ملكية باريس سان جيرمان في عام 1991 عندما استحوذت عليه قناة كنال+، ثم مرة أخرى في عام 2006 مع قدوم كولوني كابيتال. منذ عام 2011، أصبحت قطر للاستثمارات الرياضية (بالإنجليزية: قطر للاسثمارات الرياضية-Qatar Sports Investments) هي المالك الرئيسي للنادي، حيث تملك 87.5% من الأسهم، بينما تمتلك أركوتس بارتنرز النسبة الباقية البالغة 12.5%.
بدعم من الحكومة القطرية استحوذت قطر للاستثمارات الرياضية على الحصة الأغلبية في عام 2011، وأصبحت المالك الوحيد للنادي الباريسي في 2012. وبالتالي يُعد باريس سان جيرمان نادياً مملوكاً للدولة، مما يجعله واحداً من أغنى الفرق في العالم. في عام 2023 استحوذت أركوتس بارتنرز على حصة أقلية في النادي الفرنسي الممول من قطر. يتولى ناصر الخليفي رئاسة النادي منذ الاستحواذ، ولكن يمتلك تميم بن حمد آل ثاني أمير قطر الكلمة الأخيرة في كل القرارات الكبرى للنادي بصفته رئيس هيئة الاستثمار القطرية ومؤسس قطر للاستثمارات الرياضية.
تعهدت قطر للاستثمارات الرياضية عند وصولها بتشكيل فريق قادر على الفوز ببطولة دوري أبطال أوروبا. منذ صيف 2011 أنفق باريس سان جيرمان أكثر من 1.9 مليار يورو على انتقالات اللاعبين. تُرجمت هذه النفقات الهائلة إلى هيمنة النادي على كرة القدم الفرنسية، لكنها لم تحقق بعد كأس دوري الأبطال المرتقب، كما تسببت في مشاكل مع الاتحاد الأوروبي لكرة القدم بشأن قواعد اللعب المالي النظيف.
يُعد باريس سان جيرمان حالياً ثالث أكثر الأندية تحقيقاً للإيرادات في العالم وفقاً لـقائمة ديلويت لأغنى أندية كرة القدم في العالم، حيث تبلغ إيراداته السنوية 802 مليون يورو، وهو سابع أغنى نادٍ في العالم بقيمة 4.21 مليار دولار وفقاً لـفوربس. هذا النمو المالي مدعوم من المالكين القطريين للفريق، نجاح الفريق على أرض الملعب، التعاقدات البارزة مثل زلاتان إبراهيموفيتش، نيمار، كيليان مبابي وليونيل ميسي، والعقود الإعلانية المربحة مع الهيئة العامة القطرية للسياحة، نايكي، اير جوردان، أكور والخطوط الجوية القطرية.

## التاريخ

### من هيشتر إلى بوريللي (1970–1991)

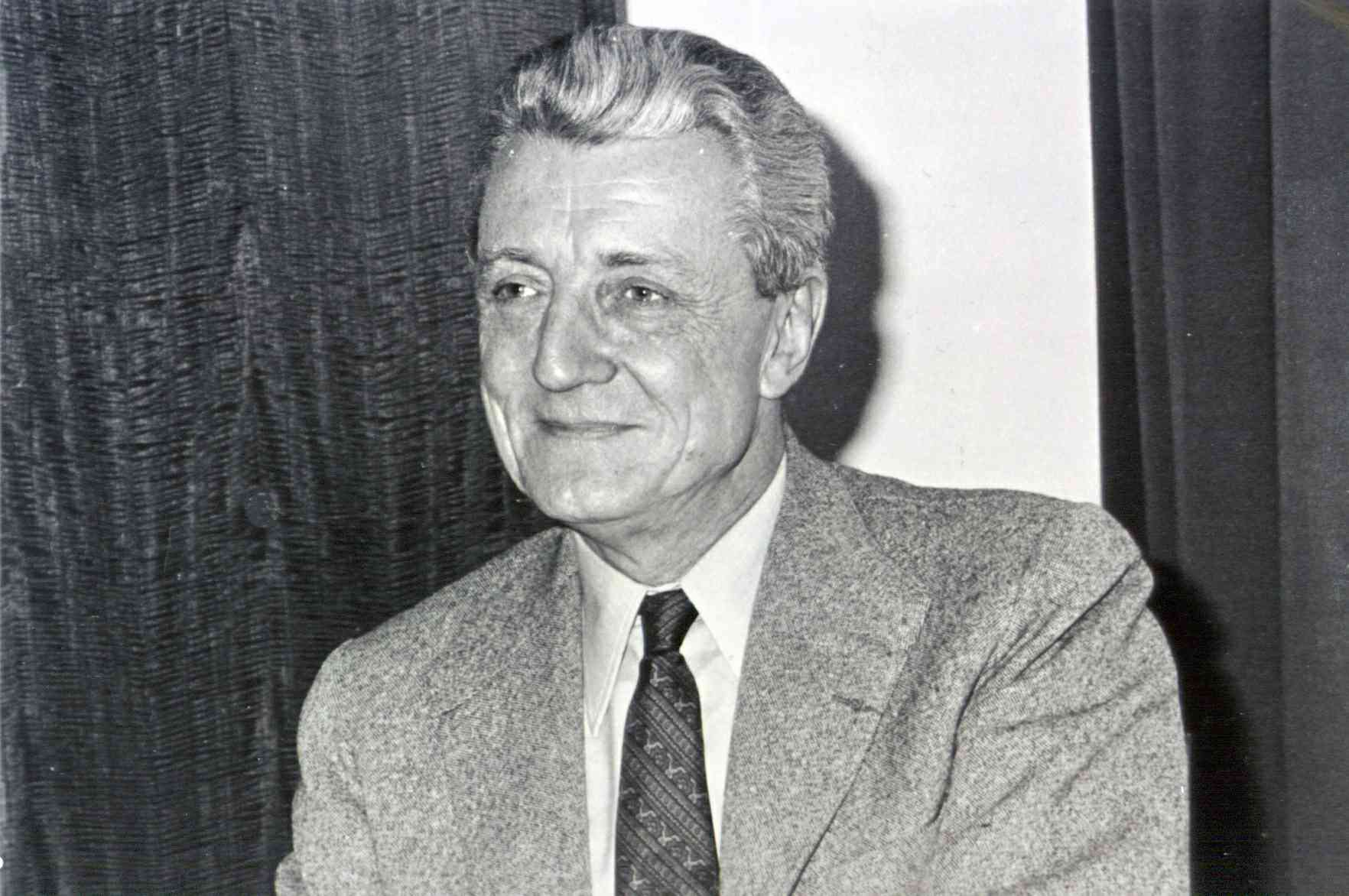
غي كريسنت، أحد مؤسسي باريس سان جيرمان.

كان تطوير كرة القدم في باريس طموحاً كبيراً في عام 1969، حيث لم تكن العاصمة الفرنسية تمتلك فريق كرة قدم من النخبة. كان المشجعون الرئيسيون غي كريسنت، بيير-إتيان غايو وهنري باتريل يواجهون مشكلة تتعلق بتمويل المشروع حتى التقوا برئيس ريال مدريد سانتياغو بيرنابيو. نصحهم بيرنابيو بأن إطلاق حملة اشتراكات هو الحل الأمثل. وبعد جمع 20,000 اشتراك، تأسس باريس سان جيرمان في 12 أغسطس 1970. ولأول مرة في تاريخ كرة القدم الفرنسية، ساهم المشجعون مالياً في إنشاء نادي كرة قدم.
في السنوات الثلاث الأولى من وجوده، كان النادي مملوكاً للمشجعين وضم 20,000 عضو. في ذلك الوقت، كانت رسوم العضوية السنوية تتراوح بين 25 و40 فرنكاً (ما يعادل 4 إلى 6 يوروهات). تمت إدارة باريس سان جيرمان بواسطة كريسنت، غايو وباتريل حتى عام 1973. في ذلك العام، تراكمت الديون على النادي وبدأ الرئيس باتريل في البحث عن دعم مالي. وجده في المستثمر الفرنسي ومصمم الأزياء دانيال هيشتر. استحوذ هيشتر على باريس سان جيرمان بعد فترة قصيرة، وأصبح رئيساً للنادي وعين الفرنسي فرانسيس بوريللي نائباً له. تولى بوريللي الرئاسة في 1978 بعد أن مُنع هيشتر مدى الحياة من كرة القدم من قبل الاتحاد الفرنسي لكرة القدم. تم اتهامه بإدارة مخطط لتذاكر المباريات في بارك دي برينس.
اشترت المجموعة الفرنسية ماترا نادي ماترا راسينغ، الذي عاد إلى دوري الدرجة الأولى في عام 1984 ودخل في منافسة مباشرة مع باريس سان جيرمان للحصول على الاعتراف ككيان رياضي رئيسي في العاصمة. ومع ذلك، كان مشروع ماترا قصير الأجل، وبحلول عام 1989 عاد النادي إلى الدوريات الأدنى بعد إفلاسه. أما بوريللي، فقد تراكمت عليه ديون كبيرة وواجه مخالفات مالية في محاولة لضمان هيمنة باريس سان جيرمان في باريس. وانكشفت سوء إدارته في عام 1991، وعلى غرار هيشتر قبله، أُجبر على الاستقالة من قبل الاتحاد الفرنسي لكرة القدم.

### كانال+ وكولوني كابيتال (1991–2011)

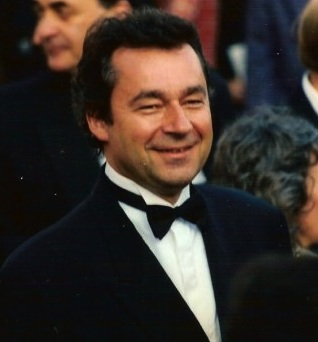
الرئيس السابق لباريس سان جيرمان ميشيل دينيسو.

سعيًا لإحياء الاهتمام بالدوري الفرنسي وجذب المزيد من المشتركين، قامت قناة التلفزيون الفرنسية المدفوعة كنال+ بشراء باريس سان جيرمان في مايو 1991. قامت كنال+ بسداد ديون النادي وأنقذته من الإفلاس. أصبحت المباريات المتلفزة المصدر الرئيسي لدخل باريس سان جيرمان خلال عقد شهد ارتفاعًا هائلًا في حقوق البث. نتيجة لذلك، أصبح باريس سان جيرمان أحد أغنى الأندية في فرنسا. ارتفع ميزانية النادي من 90 إلى 120 مليون فرنك، وضمن التعاقد مع نجوم مثل فالدو فيليو، جينولا، جورج وياه، راي ويورك دجوركاييف عدة ألقاب بين عامي 1993 و1998.
اعتمد باريس سان جيرمان وضعية شركة رياضية مهنية محدودة (SASP). أصبحت كانال+ المساهم الأكبر في عام 1997 (56.7%)، ثم المالك الوحيد في عام 2005 بعد شراء جمعية باريس سان جيرمان (34%) وزعماء النادي التاريخيين ألان كايزاك، برنارد بروشان وشارلز تالار (9.3%). تولى إدارة النادي عدة رؤساء مفوضين، وكان ميشيل دينيسو الأول والأكثر نجاحًا بفارق كبير.
بين عامي 1991 و1998، حافظ رئيس باريس سان جيرمان ميشيل دينيسو على الصحة المالية للنادي بدعم من نجاح الفريق الرياضي وزيادة عائدات البث. شكلت مغادرة دينيسو في نهاية موسم 1997–1998 نقطة تحول في حظوظ النادي، إذ عانى باريس سان جيرمان داخل الملعب وبدأ في تراكم الديون خارجه. ورغم إعادة رسملة النادي في عام 2004، استمرت الديون في الزيادة. خلال الفترة 2004–2006، كان باريس سان جيرمان النادي الفرنسي الوحيد الذي يواجه ديونًا ضخمة. ولحسن الحظ، ساعدت زيادة الإيرادات إلى حد ما في تحسين الوضع المالي. بقيادة لاعبين مثل ماركو سيموني، رونالدينيو وباوليتا، فاز النادي بخمسة ألقاب إضافية بين عامي 1998 و2010، لكن الأداء داخل الملعب تراجع تدريجيًا. حتى أن النادي قضى موسمين في محاولة لتجنب الهبوط الذي تم تفاديه بصعوبة.
في النهاية، أصبح الانفصال عن كانال+ أمرًا لا مفر منه. في مايو 2006، باعت كانال+ النادي لشركات الاستثمار كولوني كابيتال، باتلر كابيتال بارتنرز ومورغان ستانلي مقابل 41 مليون يورو. بحلول 2008 و2009، أصبحت كولوني تمتلك 95% من أسهم النادي بعد شراء الحصص المتبقية، بينما احتفظت باتلر بنسبة 5%. بعد تقليل الخسائر بشكل كبير، أعلنت كولوني في 2010 أنها تبحث عن مستثمرين جدد لجعل باريس سان جيرمان منافسًا على الألقاب في السنوات القادمة.

### استثمارات قطر الرياضية (2011–حتى الآن)

#### الاستحواذ القطري
استعاد نادي باريس سان جيرمان توازنه أخيرًا في يونيو 2011 عندما قامت قطر للاستثمارات الرياضية، المدعومة من الحكومة القطرية، بشراء 70% من أسهم النادي. وتعتبر قطر للاستثمارات الرياضية شركة تابعة لـجهاز قطر للاستثمار، وهو صندوق سيادي تابع لدولة قطر. احتفظت شركة كولوني كابيتال بنسبة 29% من الأسهم، بينما بقي 1% مع باتلر. قام تميم بن حمد آل ثاني أمير قطر، بتعيين رئيس مجلس إدارة قطر للاستثمارات الرياضية ناصر الخليفي كرئيس للنادي فور الاستحواذ. تمر جميع القرارات الرئيسية عبر الخليفي أولًا، ولكن الكلمة الأخيرة تكون للأمير تميم. وفي مارس 2012، قامت قطر للاستثمارات بشراء الحصة المتبقية بنسبة 30% لتصبح المالك الوحيد للنادي، وتم تقييم النادي حينها بـ100 مليون يورو.

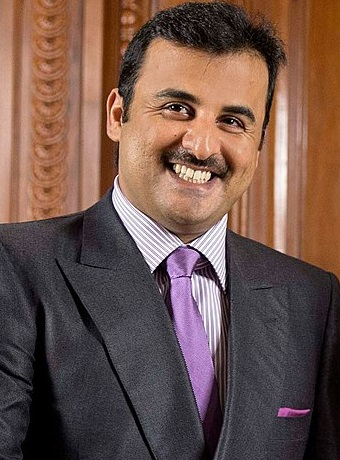
تميم بن حمد آل ثاني، أمير قطر ومالك نادي باريس سان جيرمان.

أسس الأمير تميم شركة قطر للاستثمارات الرياضية في عام 2005، وهو أيضًا رئيس مجلس إدارة الشركة الأم، جهاز قطر للاستثمار. استخدم الأمير ثروة بلاده النفطية لدعم النادي الباريسي ماليًا من خلال الشركتين وشركات أخرى تديرها الدولة مثل الهيئة القطرية للسياحة، بنك قطر الوطني، وأوريدو. لذلك، يُعتبر باريس سان جيرمان ناديًا مملوكًا للدولة، مما يجعله من أغنى الفرق في العالم.
كانت استراتيجية شراء قطر لنادي باريس سان جيرمان تهدف إلى تقديم صورة عالمية عن نفسها كدولة كروية عظمى قبل استضافتها لكأس العالم 2022. في نوفمبر 2010، وقبل التصويت مباشرة، التقى رئيس الاتحاد الأوروبي لكرة القدم ميشيل بلاتيني مع الرئيس الفرنسي نيكولا ساركوزي، وأمير قطر ورئيس الوزراء القطري. يُعرف ساركوزي بدعمه الكبير لنادي باريس سان جيرمان، الذي كان يعاني ماليًا في ذلك الوقت تحت إدارة كولوني كابيتال. بعد هذا الاجتماع، غيّر بلاتيني نية تصويته من الولايات المتحدة إلى قطر، وبعد ستة أشهر اشترت مجموعة قطر للاستثمار الرياضي النادي.
انتقل نادي باريس سان جيرمان من كونه يعاني في دوري الدرجة الأولى الفرنسي إلى أحد الأندية النخبة في أوروبا والمنافسين في دوري أبطال أوروبا، حيث أنفق مالكو النادي القطريون أكثر من مليار يورو على اللاعبين. منذ عام 2011 هيمن النادي على كرة القدم الفرنسية، لكن دوري أبطال أوروبا ظل بعيد المنال حتى الآن. كما جلبت الإنفاقات الضخمة للنادي العديد من المشاكل مع الاتحاد الأوروبي لكرة القدم وقوانين اللعب المالي النظيف.

#### التحقيق الأول من اليويفا
في أغسطس 2012، وقع نادي باريس سان جيرمان صفقة ضخمة لترويج صورة قطر مع الهيئة العامة السياحة في قطر. وافق الفرع الحكومي القطري على دفع مليار يورو للنادي على مدار خمسة مواسم بما في ذلك 100 مليون يورو للموسم الأول. تم الإعلان عن الشراكة رسميًا في أكتوبر 2013 لكن تضمن العقد مدفوعات بأثر رجعي بقيمة 100 مليون يورو و200 مليون يورو عن موسمي 2011–12 و2012–13 على التوالي مما ساعد في محو خسائر النادي لتلك الفترات.
وصل إلى النادي اللاعبون الجدد تياغو سيلفا، زلاتان إبراهيموفيتش، إدينسون كافاني ودافيد لويز، على الرغم من أن ذلك لم يكن دون عواقب. في أكتوبر 2013 قرر الاتحاد الأوروبي لكرة القدم أن صفقة هيئة السياحة القطرية — التي كانت قيمتها 200 مليون يورو سنويًا وتم تأريخها رجعيًا لتغطية عام 2012 — قد تم إبرامها بأسعار مبالغ فيها بشكل مصطنع لمساعدة باريس سان جيرمان على التهرب من قوانين اللعب المالي النظيف التابعة للاتحاد الأوروبي لكرة القدم، والتي تهدف إلى منع الأندية من إنفاق أكثر مما تكسب.
نتيجة لذلك، قرر جهاز الرقابة المالية للأندية التابع للاتحاد الأوروبي تخفيض قيمة الصفقة من 200 مليون يورو إلى 100 مليون يورو في أبريل 2014. وقد أسفر التقييم المعدل من الاتحاد الأوروبي عن تسجيل نادي باريس سان جيرمان عجزًا بقيمة 107 مليون يورو للموسم 2013–14، أي أكثر من ضعف المبلغ المسموح به بموجب قواعد اللعب المالي النظيف، التي تحد من الخسائر إلى 45 مليون يورو على مدار العامين الأخيرين. وبالنتيجة، فرض الاتحاد الأوروبي عقوبات على باريس سان جيرمان في مايو 2014 بسبب انتهاك قواعد اللعب المالي النظيف، شملت غرامة قدرها 60 مليون يورو، بالإضافة إلى تدابير رياضية ومالية أخرى. في سبتمبر 2015، رفع الاتحاد الأوروبي القيود المفروضة على النادي الباريسي. في أغسطس 2016 جدد باريس سان جيرمان وهيئة السياحة القطرية شراكتهما حتى يونيو 2019، بعد انتهاء عقدهما الأول الذي دام أربع سنوات في يونيو 2016.

#### التحقيق الثاني من اليويفا
في أغسطس 2017 فعل نادي باريس سان جيرمان شرط فسخ تعاقد نيمار من نادي برشلونة بقيمة 222 مليون يورو، ليصبح أغلى صفقة في تاريخ كرة القدم. في وقت لاحق من نفس الشهر، انضم كيليان مبابي إلى باريس سان جيرمان من موناكو على سبيل الإعارة مع خيار الشراء مقابل 180 مليون يورو مقسمة على ثلاث دفعات. أصبح مبابي ثاني أغلى لاعب في العالم عندما تم إتمام الصفقة في مايو 2022.
في أعقاب ذلك فتح الاتحاد الأوروبي لكرة القدم تحقيقًا جديدًا في قانون اللعب المالي النظيف ضد باريس سان جيرمان. في يونيو 2018، قرر الاتحاد الأوروبي أن النادي لم ينتهك قواعد اللعب المالي النظيف، ولكنه قام بتخفيض قيمة صفقاته المرتبطة بقطر مع هيئة السياحة القطرية، وبنك قطر الوطني، وأوريدو. تم تخفيض عقد هيئة السياحة القطرية من 100 مليون يورو إلى 58 مليون يورو. كما حذر الاتحاد الأوروبي باريس سان جيرمان من أن عقد هيئة السياحة القطرية لن يتم أخذه في الاعتبار بعد يونيو 2019. كما طالب النادي ببيع لاعبين بقيمة 50 مليون يورو قبل نهاية يونيو 2018 لتلبية متطلبات اللعب المالي النظيف.
استأنف باريس سان جيرمان أمام محكمة التحكيم الرياضية في نوفمبر 2018. وبعد بضعة أيام قام الاتحاد الأوروبي بتعليق التحقيق مؤقتًا حتى يصدر حكم محكمة التحكيم الرياضي بشأن استئناف باريس سان جيرمان. في مارس 2019، أيدت محكمة التحكيم الرياضي استئناف باريس سان جيرمان ضد الاتحاد الأوروبي بشأن اللعب المالي النظيف. وهذا يعني أن قرار الاتحاد الأوروبي الأصلي في يونيو 2018 أصبح نهائيًا، وبالتالي تجنب باريس سان جيرمان عقوبات اللعب المالي النظيف عن سنوات 2015 و2016 وحتى صيف 2017. كما تَمكن النادي الفرنسي من الوفاء بمطلب الاتحاد الأوروبي ببيع لاعبين بقيمة 60 مليون يورو قبل نهاية يونيو 2019.

### التحرر اقتصاديًا من قطر
تحت ضغط من الاتحاد الأوروبي لكرة القدم لم يجدد بالايس سان جيرمان اتفاقية العلامة التجارية الوطنية المثيرة للجدل لمدة سبع سنوات مع هيئة السياحة القطرية عندما انتهى التعاقد في يونيو 2019، وشرع في عملية بناء نموذج أعمال جديد لمتابعة هدف التحرر الاقتصادي من مالكيه القطريين. عتمد باريس سان جيرمان على عقوده مع شركة أكور الفرنسية المتعددة الجنسيات (بقيمة 65 مليون يورو/السنة)، بالإضافة إلى العلامات التجارية الأمريكية نايكي (80 مليون يورو/السنة) وأير جوردان (67 مليون يورو/السنة) بين عامي 2019 و2022.
ومع ذلك استمرت صفقات النادي مع قطر من خلال تعاون أكثر كلاسيكية وفقًا لقواعد اللعب المالي النظيف للاتحاد الأوروبي لكرة القدم. بعد فترة أكور (2019-2022)، أصبحت الخطوط الجوية القطرية الراعي الجديد لقميص باريس سان جيرمان من خلال الموافقة على صفقة متعددة السنوات في يونيو 2022 (70 مليون يورو / سنة). تدفع هيئة السياحة القطرية وبنك قطر الوطني وأسبيتار وشبكة بي إن سبورتس وأوريدو أيضًا حوالي 10 ملايين يورو سنويًا ليكونوا شركاءًا مميزين للنادي. تمتلك أوريدو بشكل خاص حقوق تسمية معسكر ومرافق تدريب باريس سان جيرمان، والتي يطلق عليها الآن رسميًا مركز تدريب أوريدو.
كما هو الحال مع اتفاقية الشراكة مع هيئة السياحة، فإن النادي لديه أيضًا اتفاقية مع الحكومة الرواندية للترويج لعلامة رواندا التجارية. تدفع الحكومة الرواندية 10 ملايين يورو سنويًا (من 2019 إلى 2022) مقابل وضع شعارها على قمصان تدريب اللاعبين ولوحات الإعلانات المحيطية من الليد حول ملعب حديقة الأمراء للترويج لرسالة هيئة السياحة "زوروا رواندا". اتفاق آخر بارز غير متعلق بقطر هو الاتفاق مع شركة GOAT الأمريكية المتخصصة في أسلوب الحياة عبر الإنترنت، التي تدفع 17 مليون يورو سنويًا (من 2022 إلى 2025) مقابل ظهور شعارها على أكمام قمصان الفريق.
حصة أقلية لشركة أركتوس بارتنرز
في ديسمبر 2023 استحوذت شركة الاستثمار الأمريكية أركتوس بارتنرز على حصة 12.5% من النادي. وفقًا لمصدر مقرب من قطر للاسثمارات الرياضية، التي تملك الآن 87.5% من الأسهم، تم تقييم النادي بمبلغ 4.25 مليار يورو. وهذا يعني أن أركتوس استثمرت حوالي 530 مليون يورو للحصول على حصتها الأقلية في النادي الفرنسي المملوك لقطر. ستظل قطر للاسثمارات الرياضية تحتفظ بالتحكم الكامل في قرارات النادي، بينما ستعمل أركتوس على تعزيز النمو العالمي لباريس سان جيرمان وتوفير الدعم المالي للفريق النسائي وللمراحل القادمة من تطوير ملعبه ومركز تدريب باريس سان جيرمان الجديد بتكلفة 300 مليون يورو.
بعيدًا عن الملعب، هناك حالة من عدم اليقين بشأن مستقبل بارك دي برينس كملعب للنادي، حيث يواجه النادي صعوبة في التفاوض مع مالك الاستاد، مدينة باريس. يرغب النادي في امتلاك الاستاد بالكامل، وإذا فشلت المحادثات مع السلطات المحلية، قد ينقل باريس سان جيرمان إلى استاد دو فرانس أو يبني موقعًا جديدًا بالكامل.

## الحالة المادية

### نظرة عامة
| النتائج المالية منذ 1997-1998 | النتائج المالية منذ 1997-1998 | النتائج المالية منذ 1997-1998 | النتائج المالية منذ 1997-1998 | النتائج المالية منذ 1997-1998 | النتائج المالية منذ 1997-1998 |
| ----------------------------- | ----------------------------- | ----------------------------- | ----------------------------- | ----------------------------- | ----------------------------- |

سجل باريس سان جيرمان ربحًا قدره 1.5 مليون فرنك خلال موسمهم الأول 1970-1971، لكن هذا الاتجاه سرعان ما انعكس وبدأت ديون النادي في النمو مع مرور السنوات. كان النادي في وضع مالي صعب بحلول أوائل التسعينيات، حيث تراكمت عليها ديون بلغت 50 مليون فرنك، وهو ما رفضت بلدية باريس دفعه. لحسن الحظ، اشترت قناة كانال+ النادي في مايو 1991 وقامت بسداد الديون. وبفضل 40% من إيرادات النادي القادمة من حقوق البث التلفزيوني، أصبح باريس سان جيرمان أحد أغنى الأندية في فرنسا.
بين عامي 1991 و1998، كانت صحة النادي المالية جيدة بفضل زيادة حقوق البث التلفزيوني، والأداء الرياضي الممتاز للفريق، وارتفاع الحضور في ملعب بارك دي برينس. كما افتتح النادي أول متجر رسمي له في 1998 في شارع الشانزليزيه، وظهر لأول مرة في قائمة ديلويت لأغنى أندية كرة القدم. إلا أن موسم 1998-1999 شهد نهاية العصر الذهبي للنادي؛ حيث بدأ النادي في الانحدار المالي والرياضي وخرج من قائمة ديلويت في موسم 1998-1999.

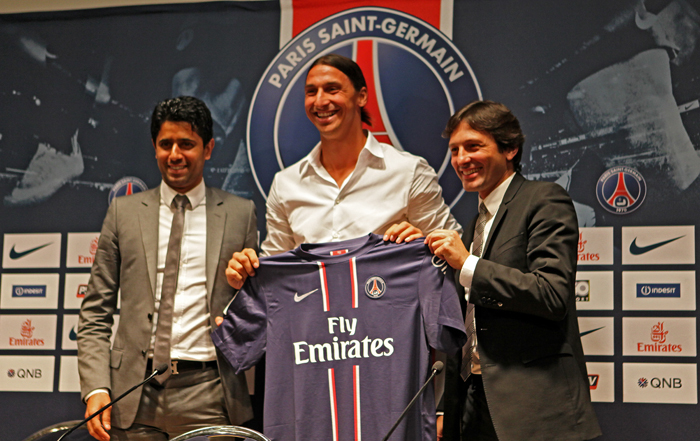
كان زلاتان إبراهيموفيتش أول لاعب ينضم إلى النادي في عام 2012.

سجل باريس سان جيرمان دخلًا صافيًا سالبًا في كل موسم بين 1998 و2011، حيث بلغت الخسائر نحو 300 مليون يورو: 240 مليون يورو تحت ملكية كانال+ و58 مليون يورو أخرى تحت كولوني كابيتال. في ذلك الوقت كان النادي يحقق إيرادات إجمالية تصل إلى 101 مليون يورو وكان يُقدّر بقيمة 100 مليون يورو. لكن تغير كل شيء عندما اشترى تميم بن حمد آل ثاني، أمير قطر، نادي باريس سان جيرمان عبر شركة قطر للاستثمارات الرياضية في يونيو 2011. قامت صفقة قطر للاستثمارات بسداد ديون تتراوح بين 15 و20 مليون يورو، بالإضافة إلى 19 مليون يورو خسائر من موسم 2010-2011. أصبح باريس سان جيرمان واحدًا من أغنى الأندية في العالم بفضل ملكيته من قبل دولة قطر (التي يبلغ ناتجها المحلي الإجمالي السنوي 100 مليار دولار).
قبل موسم 2011-2012 أعلن رئيس النادي ناصر الخليفي عن خطط لتحقيق الربحية للنادي مرة أخرى، وهو ما لم يحدث منذ فترة رئاسة ميشيل دينيزو في التسعينيات. عاد النادي إلى تصنيف ديلويت في تلك الموسم. وبعد خمس سنوات سجل باريس سان جيرمان ربحًا في موسم 2014-2015. كما سجل النادي دخلًا صافيًا إيجابيًا في مواسم 2015-2016، 2017-2018 و2018-2019. تعرض النادي لانتكاسة كبيرة في الحملات الثلاث التالية. حيث تسبب تأثير جائحة COVID-19 على كرة القدم في تسجيل خسائر في موسمي 2019-2020 و2020-2021. وارتفعت هذه الأرقام أكثر في موسم 2021-2022، ويرجع ذلك بشكل رئيسي إلى وجود العديد من اللاعبين ذوي الرواتب المرتفعة في النادي، مما أثر على الحسابات المالية.
يحتل باريس سان جيرمان حاليًا المركز الثالث في العالم من حيث الإيرادات السنوية التي تبلغ 802 مليون يورو وفقًا لـ ديلويت، وهو سابع أكثر الأندية قيمة في العالم بقيمة 4.21 مليار دولار وفقًا لفوربس. وقد تم دعم هذا النمو المالي من قبل مالكي النادي القطريين؛ ونجاح الفريق على أرض الملعب؛ والتعاقدات البارزة، بما في ذلك زلاتان إبراهيموفيتش، نيمار، كيليان مبابي وليونيل ميسي؛ والشراكات المالية الكبيرة مع الهيئة العامة للسياحة القطرية، نايكي، إير جوردان، أكور والخطوط الجوية القطرية. كما يصنف ديلويت فريق السيدات في النادي كأعلى فريق من حيث الإيرادات في عالم كرة القدم النسائية، حيث حققوا إيرادات سنوية تبلغ 3.7 مليون يورو، بزيادة طفيفة عن 3.6 مليون يورو في 2023.

### رعاية القميص
لعب باريس سان جيرمان دون رعاية على قميصه حتى موسم 1972-1973، عندما وقع النادي اتفاقًا مع سلسلة محلات البقالة الكندية مونتريال. ثم وقع النادي عقدًا مع العلامة التجارية الكندية للمشروبات الغازية كانادا دراي في موسم 1973-1974، والذي كان أكبر عقد في تاريخ دوري الدرجة الثانية في ذلك الوقت. كما توصل النادي إلى اتفاق مع إذاعة آر تي إل الفرنسية بقيمة 1.2 مليون فرنك بشرط الصعود إلى الدوري الممتاز في موسم 1974-1975. وفي النهاية، حقق النادي هذا الإنجاز واستمر التعاون مع آر تي إل حتى موسم 1990-1991.
بين عامي 1986 و1995، كان للنادي راعيان أو أكثر على قمصانه، بما في ذلك آر تي إل، كانال+، لا سينك، تي دي كيه، ألين أفيللو، كومودور، ميلر، تورتي، سيات وليبتون. وفي موسم 1995-1996، أنهت شركة السيارات الألمانية أوبل هذه الظاهرة، حيث تولت دور الراعي حتى موسم 2001-2002. بعد ذلك كانت الشراكة مع الشركة الفرنسية للإعلام طومسون من 2002 إلى 2006، قبل أن تتحول إلى شركة الطيران الإماراتية فلاي إيميريتس.
ظهرت إيميريتس على قمصان النادي حتى موسم 2018-2019، ليحل بعدها شركة الضيافة الفرنسية أكور مكانها كراعٍ للقميص. كانت المنصة التابعة لها، أكور لايف ليمتليس (ALL)، على الجزء الأمامي للقمصان بين 2019 و2022. يُقال إن أكور دفعت للنادي حوالي 65 مليون يورو سنويًا. وكانت هذه الاتفاقية تقريبًا ضعف المبلغ الذي دفعته إيميريتس، الذي كان حوالي 25 مليون يورو سنويًا. وفي يونيو 2022، حلت شركة الطيران القطرية الخطوط الجوية القطرية محل أكور. سيتلقى باريس سان جيرمان بموجب العقد طويل الأمد ما يقرب من 70 مليون يورو كل موسم.

### شركة تصنيع الملابس الرياضية
كانت لو كوك سبورتيف أول شركة لتصنيع الملابس الرياضية لنادي باريس سان جيرمان في عام 1970. وقد تولت الشركة مسؤولية إمداد الفريق بالملابس في ثلاث فترات: من 1970 حتى 1975، لحملة 1976-1977، ومن 1978 حتى 1986. وفي الفترات الفاصلة تولت شركات كوبا، التي أسسها لاعب كرة القدم الفرنسي ريموند كوبا، وبوني مسؤولية تزويد النادي بالملابس لموسم 1975-1976 و1977-1978 على التوالي. أصبحت شركة أديداس مورّد الملابس في عام 1986، واستمرت الشراكة حتى 1989.
وقع النادي عقدًا مع نايكي قبل موسم 1989-1990. تم تجديد العقد حتى نهاية موسم 2021-2022 في ديسمبر 2013، حيث زادت العلامة التجارية الأمريكية نايكي الالتزام السنوي الذي كانت تدفعه للنادي من 6.5 مليون يورو إلى 25 مليون يورو. أعلن PSG عن تمديد طويل الأمد للعقد مع نايكي في يونيو 2019، ليصبح واحدًا من أكثر العقود ربحًا في كرة القدم الأوروبية وأكبر اتفاق رعاية في تاريخ النادي. النادي مرتبط الآن بشركة سواش حتى عام 2032 مع مبلغ سنوي قدره 80 مليون يورو. يغطي العقد الجديد فرق كرة القدم للرجال والسيدات بالإضافة إلى فريق كرة اليد.
أعلن فريق العاصمة الفرنسية وعلامة إير جوردن التابعة لشركة نايكي عن شراكة ثلاثية السنوات في سبتمبر 2018، لكن تم تمديد هذه الشراكة لاحقًا. كان العقد الذي تقدر قيمته بحوالي 67 مليون يورو سنويًا، يتضمن أن تقوم جوردان بإنتاج بعض من ملابس النادي. وكان قميص الفريق المنزلي لموسم 2021-2022 هو الأول الذي يحمل شعار جوردن بعد أن كانت الشركة تصمم القمصان الاحتياطية والثالثة والرابعة فقط للنادي. احتفل باريس سان جيرمان وجوردن بمرور خمس سنوات من التعاون في سبتمبر 2023.

## نشاط الانتقالات

### قبل قطر للاستثمارات الرياضية

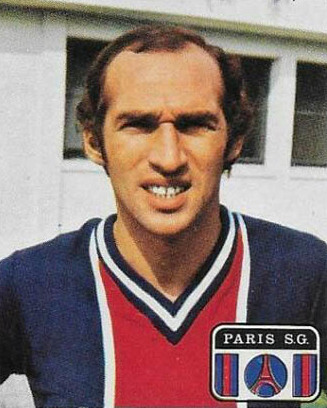
كان كارلوس بيانكي الصفقة القياسية للنادي حتى عام 1979.

أنفق نادي باريس سان جيرمان أكثر من 1.9 مليار يورو على اللاعبين منذ وصول قطر للاستثمار الرياضي قبل موسم 2011-2012. على الرغم من أن النادي أصبح معروفًا بالانتقالات الباذخة، إلا أن النادي كان قد بدأ بالفعل في القيام بصفقات ضخمة بدعم من رؤساء النادي الأثرياء دانييل هيكتر وفرانسيس بوريلّي في السبعينيات والثمانينيات. أصبح جان-بيير دوجلياني أول لاعب يُسجل في تاريخ الانتقالات للنادي في صيف 1973. وقام هيكتر، الذي كان قد انضم مؤخرًا كمساهم رئيسي في النادي، بدفع 10 آلاف يورو لموناكو من أجل التعاقد مع صانع الألعاب الفرنسي. لكن المهاجم الكونغولي فرانسوا مبيلي تخطى دوجلياني بسرعة في ديسمبر 1973، حيث وقع من أجاكسيو مقابل 130 ألف يورو، حيث كسر هيكتر مجددًا حاجز المال.
بعد أن أصبح هيكتر رئيسًا للنادي في يونيو 1974، وقع مع الموهبة الجزائرية مصطفى داهلب، الذي يُعتبر أول نجم في تاريخ النادي، وتم دفع مبلغ قياسي في ذلك الوقت بلغ 205 آلاف يورو لنادي سيدان. في السنة التالية، دفع باريس المبلغ نفسه لضم هامبرتو كويليو من بنفيكا. أصبح البرتغالي أغلى لاعب في النادي عندما انتقل إلى بنفيكا مرة أخرى مقابل 107 آلاف يورو في 1977. بعدها، كان كارلوس بيانكي هو اللاعب الأغلى في النادي حتى تلك اللحظة، حيث انتقل من ريميس إلى حديقة الأمراء مقابل 230 ألف يورو. وكان ذلك آخر توقيع له هيكتر كرئيس للنادي. تولى الرجل الثاني في النادي فرانسيس بوريلّي منصب الرئيس بعده.
عندما انتقل بيانكي في 1979 إلى ستراسبورغ مقابل 230 ألف يورو، أصبح أيضًا أغلى صفقة بيع في تاريخ PSG حتى ذلك الحين. وقد تم تجاوزه في النهاية من قبل الجناح اليوغوسلافي إيفيكا شورجاك، الذي تم بيعه إلى أودينيزي مقابل 460 ألف يورو في 1982. وواصل بوريلّي سياسة الانتقالات التي بدأها هيكتر، حيث كسر الرقم القياسي للنادي في 1979 عندما وقع مع الساحر البرتغالي جواو ألفيس من بنفيكا مقابل 760 ألف يورو. وقد كاد جول بوكاندي أن يضاعف هذا الرقم في 1986، عندما وقع مع النادي مقابل 1.5 مليون يورو من ميتز. ظل بوكاندي يحمل هذا الرقم القياسي حتى عام 1991، عندما أصبحت كانال+ مالكًا للنادي.
بعد QSI
باستوري، ثم كافاني
بعد استحواذ قطر للاستثمار الرياضي على باريس سان جيرمان في يونيو 2011، كسر النادي الرقم القياسي الفرنسي للانتقالات بالتعاقد مع صانع الألعاب الأرجنتيني خافيير باستوري من باليرمو مقابل 42 مليون يورو في صيف ذلك العام. تم معادلة هذا المبلغ بواسطة تياغو سيلفا الذي تم التعاقد معه من إيه سي ميلان في 2012، ثم تجاوزه المبلغ إلى 64.5 مليون يورو عند التعاقد مع إدينسون كافاني من نابولي في 2013. كما أنفق النادي بشكل كبير على عدة نجوم آخرين مثل زلاتان إبراهيموفيتش (21 مليون يورو)، دافيد لويز (49.5 مليون يورو) وأنخيل دي ماريا (63 مليون يورو). من جهة أخرى، تم بيع دافيد لويز وغونزالو غيديس مقابل رسوم انتقال كبيرة، مما جعلهما يتفوقان على رونالدينيو في قائمة أغلى مبيعات النادي. دفع تشيلسي 35 مليون يورو لشراء دافيد لويز في اليوم الأخير من فترة الانتقالات الشتوية لعام 2016، بينما استحوذ فالنسيا على غيديس مقابل 40 مليون يورو خلال نافذة الانتقالات الصيفية لعام 2018.
نيمار ومبابي

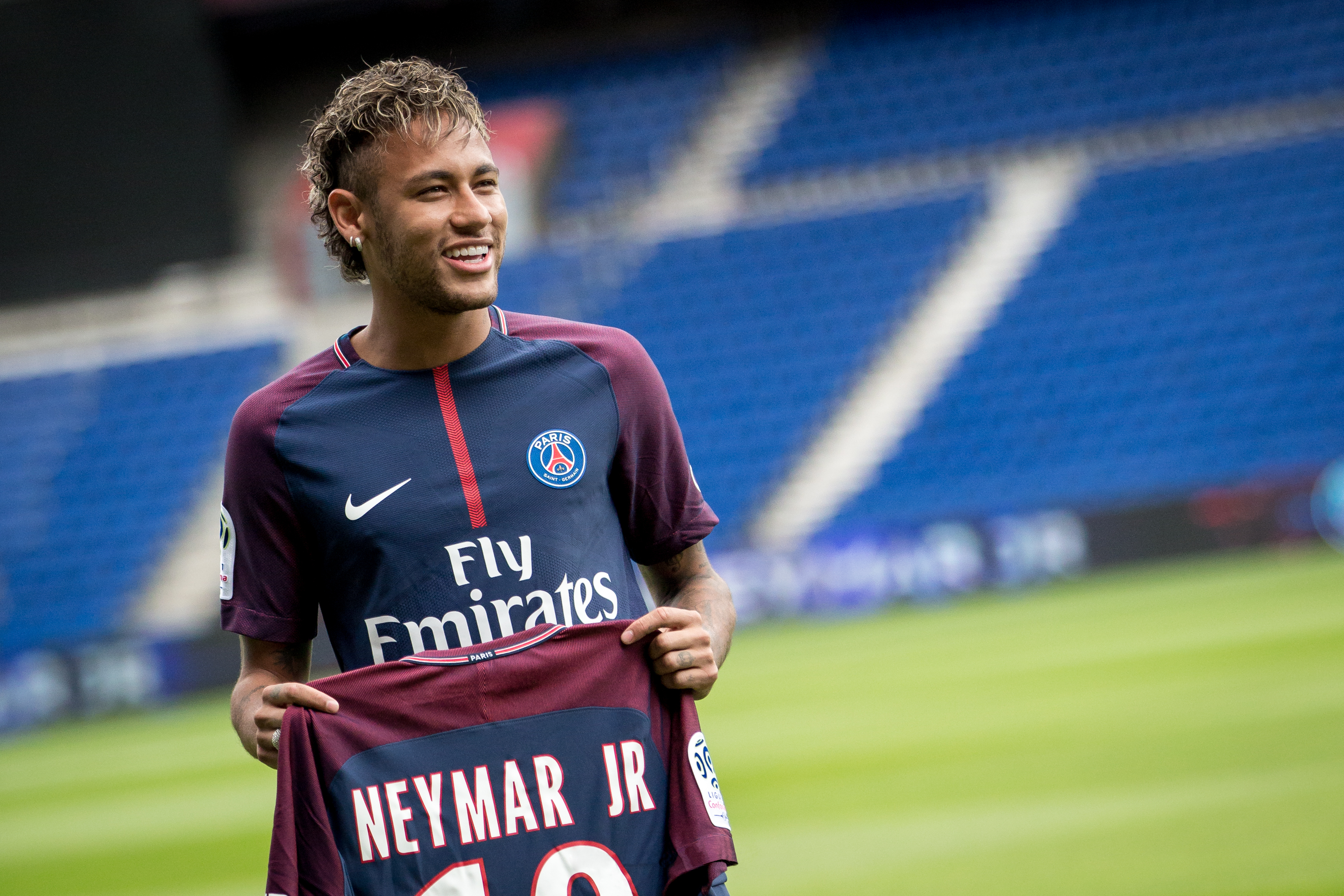
أصبح نيمار أغلى لاعب في العالم بعد انتقاله إلى باريس سان جيرمان في عام 2017.

تم استبدال كافاني في أغسطس 2017، عندما دفع النادي مبلغًا قياسيًا جديدًا للانتقال، ليحطم الرقم القياسي للانتقالات في العالم. تم وصف صفقة انتقال نيمار من برشلونة إلى باريس سان جيرمان بـ "صفقة القرن" من قبل وسائل الإعلام، حيث فَعَّل النادي الباريسي بند الشرط الجزائي البالغ 222 مليون يورو. في نفس الشهر، انضم المهاجم الفرنسي الشاب كيليان مبابي من موناكو في صفقة كانت في البداية على سبيل الإعارة، مع وجود بند للانتقال الدائم، مما قسم المدفوعات لهذه الصفقة إلى ثلاث دفعات. دفع النادي 90 مليون يورو في الصيف التالي، و55 مليون يورو في العام الذي يليه. جمعت موناكو المبلغ النهائي البالغ 35 مليون يورو في مايو 2022، ليصل إجمالي صفقة مبابي إلى 180 مليون يورو، مما جعله ثاني أغلى لاعب في العالم.
ليونيل ميسي
منذ ذلك الحين كان على باريس سان جيرمان تقليص إنفاقها بشكل كبير على الانتقالات بسبب القيود المالية التي فرضها اللعب المالي النظيف من قبل يويفا. في صيف 2019، سجل النادي مبيعات بقيمة 106 ملايين يورو وصرف 95 مليون يورو في التعاقدات. كانت هذه هي المرة الأولى منذ استحواذ قطر للاستثمارات على النادي التي سجل فيها ربحًا في سوق الانتقالات، مع تحقيق ربح إيجابي قدره 11 مليون يورو.
ظل باريس سان جيرمان قادرًا على صرف 50 مليون يورو على المهاجم الأرجنتيني ماورو إيكاردي في موسم 2020-2021، و60 مليون يورو على الظهير المغربي المحترف أشرف حكيمي في 2021-2022.[10][11] بالإضافة إلى حكيمي، سجل النادي انتقالات مجانية للاعب الفائز بالكرة الذهبية 6 مرات وقائد برشلونة ليونيل ميسي، وقائد ريال مدريد و إسبانيا سيرخيو راموس، وأفضل حارس مرمى لبطولة يورو 2020 جيانلويجي دوناروما، وقائد هولندا جورجينيو فينالدوم. كما وصل الظهير الأيسر البرتغالي نونو مينديش، الذي يُعتبر من أفضل اللاعبين في مركزه، على سبيل الإعارة المبدئية، والتي أصبحت دائمة في 2022 بانتقال قيمته 38 مليون يورو. تم وصف نافذة انتقالات باريس سان جيرمان في صيف 2021 بأنها الأفضل في تاريخ سوق الانتقالات.
بعد سوق انتقالات هادئ نسبيًا في 2022-2023، عاد باريس سان جيرمان بقوة في سوق 2023-2024 من حيث الصفقات القادمة والمغادرة. أجرى النادي بعض التحركات التجارية الذكية من خلال التعاقدات المجانية مع الجناح ماركو أسينسيو من ريال مدريد، وقائد إنتر ميلان ميلان شكرينيار، في حين أنفقوا بشكل كبير على المهاجم غونزالو راموس من بنفيكا، ولاعب الوسط الدفاعي مانويل أوغارت من سبورتينغ لشبونة، والجناح المراوغ عثمان ديمبيلي من برشلونة، والمهاجم السريع راندال كولو مواني من آينتراخت فرانكفورت. كانت عملية بيع النجوم بلا شك هي الحدث الأبرز في باريس سان جيرمان في فترة الانتقالات، حيث تلا انتقال ليونيل ميسي بعد انتهاء عقده، وتبعه الانتقال الدائم لـ ماورو إيكاردي إلى نادي غالاتا سراي التركي مقابل 10 ملايين يورو، وبيع ماركو فيراتي إلى الربيع القطري مقابل 45 مليون يورو، وأخيرًا، بيع نيمار في صفقة قياسية إلى نادي الهلال السعودي مقابل 90 مليون يورو.